# Karakachan
De Karakachan, in Nederland ook bekend als Bulgaarse herdershond, is een oud Europees hondenras.

## Kort historisch overzicht
De Karakachan is een van de oudste Europese hondenrassen. De Karakachan is een afstammeling van de honden van de Thraciërs - de oudste bewoners van de Balkan. Zij zijn bekend als veefokkers, waarvan Herodotus schreef dat zij na de Indische bevolking het grootst in aantal waren. De Proto-Bulgaren speelden ook een essentiële rol in de ontstaansgeschiedenis van de Karakachan toen ze met hun honden van de Pamir en Hindukush naar de Balkan migreerden.
De hond is genoemd naar de Karakachans - nomadische herders van Thracische origine. Als gevolg van hun behoudende veefoktradities,
waren zij in staat om enkele van de oudste gedomesticeerde rassen te behouden, zoals - het Karakachanschaap, het Karakachanpaard en de Karakacha hond. Het is onder deze naam dat de Karakachanhond verschijnt in enkele van de klassiekers van de Bulgaarse literatuur, waaronder geschriften van Yordan Yovkov, Georgi Raitchev en Yordan Radichkov. In 1938 werd hierover door H.B. Peters gepubliceerd in het Duitse kynologische tijdschrift "Zeitschrift für Hundeforschung" [Zentralblatt für Kleintierkunde und Pelztierkunde "Kleintier und Pelztier", Verlag Dr. Paul Schöps, Leipzig]. 
De eerste onderzoeker van dit ras was Todor Gajtandjiev, die in de zeventiger jaren voorstelde om tot een standaard te komen.
De Karakachan is een kuddebewakende hond. Andere namen zijn: Karakachan herder (каракачанска овчарка),
karakachanska ovcharka) of simpelweg de Karakachan (каракачанка, karakachanka).

## Voorkomen

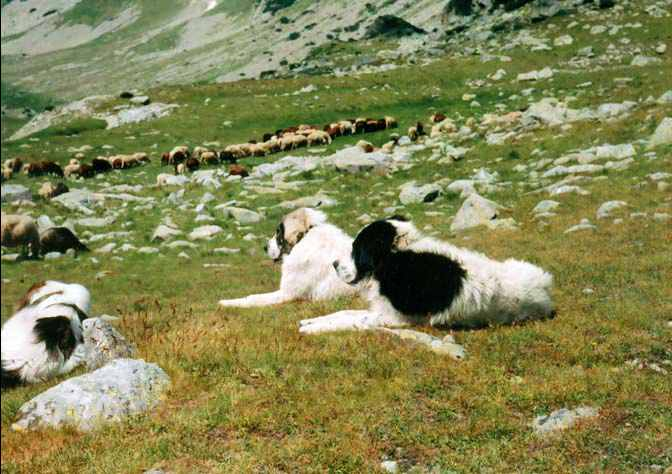
Karakachan honden bewaken de kudde

Algemeen voorkomen: Een massieve hond. Harmonieus en proportioneel gebouwd. Het voorkomen is indrukwekkend en sterk. Hij is krachtig gespierd met massieve botten maar niet grof. Extreem weinig eisend en makkelijk te houden bij de kudde.
Belangrijke verhoudingen: De lengte van het lichaam heeft dezelfde lengte als de schofthoogte + X% - bij reuen X = 4-10% - bij teven X= 6-15% - de hoogte van de elleboog = 52-55% van de schofthoogte - de lengte van de snuit = 43-45% van de hoofdlengte
Gedrag / temperament: Trots, dominant, afwerend naar vreemden, dappere en intelligente hond met een gehard, stabiel en onafhankelijk karakter. Hij heeft een typische diepe en harde blaf.

## Karakachan
In Bulgarije komen deze honden op bescheiden schaal voor.
Vanwege het bedreigend gereduceerde bestand, werd dit oude, plaatselijke hondenras ondergebracht bij de Bulgarian National Biodiversity Conservation Strategy, opgericht in 1994 om het uitsterven van inheemse vormen van huisdierrassen te voorkomen. Dankzij de inspanningen van de Bulgarian Biodiversity Preservation Society
Semperviva gedurende de afgelopen tien jaar kon het zuivere type van de "Karakachansko Kuce" gered worden. Deze liefhebbers zijn verenigd in twee rasverenigingen en zetten zich tot het uiterste in voor de officiële erkenning als ras. De ene vereniging heeft haar basis in de stad Pernik, de andere in de stad Stara Zagora. De doelstelling is om het ras te behouden als echte werkhond met zijn oorspronkelijke eigenschappen en zijn authentieke, primitieve type.

## Ontwikkelingsproces
De voornaamste rol bij het ontwikkelingsproces van deze hond hadden de Karakachanen, een oud nomadisch herdersvolk, en de gevestigde Bulgaarse herders, bij wie de veefokkerij gebaseerd is op transhumance. Hierbij verblijven de herders met de kudde de hele zomer op de bergweiden, om pas aan het einde van de herfst terug te keren naar hun dorp in het dal.
Zoals hiervoor al min of meer aangegeven, dankt het ras zijn naam aan de Karakachanen. In de zomermaanden lieten zij hun schapen grazen op de hooggelegen Bulgaarse bergweiden, terwijl zij de winterperiode doorbrachten in het mediterrane deel van Thracië en de kust van de zwarte zee. Op deze manier voorzagen zij hun enorme aantallen schapen het hele jaar door van graasgelegenheid. Aan deze Karakachanen en hun specifieke, ouderwetse veefokkerstradities danken we tevens de selectie en het behoud van het oudste en meest representatieve ras van ruw-wollige schapen, het "tzakelschaap" en het meest primitieve plaatselijke paardenras. Het genotype van de Karakachaanse hond is onvoorwaardelijk even oud als conservatief geselecteerd. Geleid door hun behoefte hebben de Karakachaanse herders een zeer belangrijk aandeel gehad in het behoud van deze kuddebewakingshond, die past bij een aantal specifieke vereisten van de nomadische veefokkerspraktijk.

## Oorsprong
De oorsprong van de Karakachaanse hond is in nevelen gehuld. Van de Thraciërs, die de eerste bewoners waren van het huidige Bulgaarse land, is bekend dat zij over enorme kuddes schapen beschikten. Deze kuddes werden bewaakt tegen roofdieren en vreemden door grote plaatselijke honden. In latere tijden zijn er in Bulgarije ook oorlogs- en kuddebewakingshonden uit Azië met militaire invasies of met handelskaravanen meegekomen. In de zesde/zevende eeuw arriveerden hier de proto-Bulgaren, die zich op de Balkan vestigden met hun vee en honden. Zij beschikten hoogstwaarschijnlijk over grote honden, die nog steeds gebruikt worden voor bescherming van vee in het berggebied van de Pamir en Hindoekoesj, en op de Tibetaans Hooglanden. 
Deze grote honden aangetroffen in het Bulgaarse land, hebben ongetwijfeld deelgenomen aan de vorming van de Karakachaanse hond, die sedertdien een integraal onderdeel is geworden van de veefokkerij in de regio.
In Bulgarije is er een uitgebreide en intensieve traditie in het houden van weidevee. Honden werden duizenden jaren ingezet om het vee te beschermen. De grote carnivoren zoals wolf, bruine beer en lynx zijn in Bulgarije altijd vertegenwoordigd geweest. De aantallen en de dichtheid van de wolf en de bruine beer behoren tot de hoogste van Europa. Op een grondgebied van ongeveer 20.000-25.000 km², geschikt voor grote carnivoren, zijn er ongeveer 1.200 wolven en 600 beren aanwezig (Tsingarska 2005). De goudjakhals is tevens een zeer talrijk roofdier, in het bijzonder de laatste 20 jaar, toen deze soort zich over het hele land verspreidde. Het type terrein in dit land is bergachtig en bebost. Gewoonlijk worden de kuddes geweid in dergelijke ruwe gebieden, iets wat het werk van deze honden compliceert. In de zomer worden sommige kuddes gedurende 3-4 maanden naar de hoger gelegen (alpine) weilanden verplaatst.
De omstandigheden waarin de Karakachaanse honden werken zijn hard en men kan aannemen dat maar weinig rassen tegen zo'n taak zijn opgewassen. De Bulgaarse bergen worden namelijk nog steeds bewoond door een aantal wolven en bruine beren. De houding van de herders tegenover de Karakachaanse hond is altijd anders geweest dan tegenover andere honden en huisdieren. Deze honden worden beschouwd als leden van de familie. Zij krijgen het eerst te eten, dan de herder en zijn familie en de rest van de dieren. Het Karakachaanse hondenvoer is volstrekt vegetarisch. Een hond eet 700 gram haver en tarwe, geweekt met kokend water en vermengd met wat melk. Het is opmerkelijk dat met deze manier van opgroeien en inspannend leven zulke honden indrukwekkende leeftijden van 18 tot 20 jaar bereiken. Op de leeftijd van 10 tot 12 jaar werken zij nog uitstekend bij de kudde. Sommige teven krijgen op de leeftijd van 15 à 16 jaar nog pups.

## Het gebruik van deze honden in projecten ter bescherming van de grote roofdieren
Terwijl de meeste grote roofdieren in hun voortbestaan bedreigd worden, zijn sommige populaties herstellende. Opmerkelijk genoeg juist in de Oost Europese landen, waar de grote roofdieren aan het terugkeren zijn naar gebieden waar ze reeds lang verdwenen zijn. Door een verslapping van het gebruik van verantwoordelijke kuddebewakende honden in veel gebieden waar de grote roofdieren uitgeroeid waren, weten veel moderne boeren niet meer hoe zij hun vee kunnen beschermen tegen aanvallen van wolven, beren, lynxen enz.
Het verlies van vee resulteert meestal tot vijandigheid naar wilde roofdieren en ook naar het daaraan gelieerde project ter bescherming van de roofdieren. Daarom is het belangrijk om sluimerende conflicten niet alleen door voorlichting, maar tevens door het nemen van maatregelen die verlies van vee tegen gaan. Hier kan veel geleerd worden door oude herderstradities en door het bestuderen van regio's met kuddebewakende honden waar de grote roofdieren hebben overleefd. Zoals het Italiaanse hoogland en Oost-Europa.